# Liotyphlops beui
Espèce
Synonymes
- Helminthophis beui Amaral, 1924

Statut de conservation UICN

 LC  : Préoccupation mineure
Liotyphlops beui est une espèce de serpents de la famille des Anomalepididae. 

## Répartition
Cette espèce est endémique du Brésil. Elle se rencontre dans les États du Rio Grande do Sul, du Paraná, de Sao Paulo, d'Espírito Santo, du Minas Gerais, du Goiás et du Mato Grosso.

## Étymologie
Cette espèce est nommée en l'honneur de T. Beu qui a collecté le spécimen étudié.

## Publication originale
- Amaral, 1924 : Helminthophis. Proceedings of the New England Zoological Club, vol. 9, p. 25-30.